# Andrea Guyer
Andrea Guyer (* 11. Februar 1979 in Zürich) ist eine Schweizer Schauspielerin.

## Leben
Andrea Guyer wuchs in Buchs bei Zürich auf und legte in Zürich die Matura ab. Ab 1999 wirkte sie in Hörspielen des SRF mit. Zu Beginn der 2000er-Jahre absolvierte Guyer die ETI Schauspielschule Berlin und belegte einen Filmschauspielkurs an der Filmakademie Baden-Württemberg in Ludwigsburg.
Neben einigen Kurzfilmen spielte Guyer unter anderem 2001 in dem Film Lieber Brad von Lutz Konermann. Für ihre darstellerische Leistung wurde sie im Jahr darauf gemeinsam mit Carol Schuler mit dem Schweizer Filmpreis ausgezeichnet.
Andrea Guyer lebt in Zürich.

## Filmografie (Auswahl)
- 1996: Katzendiebe
- 2001: Lieber Brad
- 2005: Spiele der Macht – 11011 Berlin
- 2006: Tatort – Liebe macht blind
- 2009: Der Fürsorger oder Das Geld der Anderen
- 2011: Das Leben ist keine Autobahn
- 2017: Der Bestatter – Letzter Zug